# Синьоуст морски крайт
Синьоуст морски крайт (Laticauda laticaudata), наричан също пръстенчата плоскоопашата змия и чернопръстенчат морски крайт, е вид змия от семейство Аспидови (Hydrophiidae).

## Разпространение
Видът е разпространен в Бангладеш, Вануату, Виетнам, Индия (Андамански и Никобарски острови), Индонезия, Камбоджа, Китай, Малайзия, Мианмар, Нова Каледония, Палау, Папуа Нова Гвинея, Провинции в КНР, Сингапур, Соломонови острови, Тайван, Тайланд, Тонга, Тувалу, Уолис и Футуна, Фиджи, Филипини, Шри Ланка и Япония.